# Rafael Mordokhai Malkí
Rafael Mordokhai Malkí (hebreu: רפאל מרדכי מלכי‎; nascut cap al 1640 i mort el 28 o 29 de juliol del 1702) fou un metge jueu que es mudà d'Itàlia a Jerusalem el 1677 i esdevingué el metge i un dels prohoms de la comunitat jueva de la ciutat santa. D'orígens marrans, també havia viscut a Amsterdam. Parlava amb fluència l'hebreu, el castellà, l'italià, el llatí i l'hebreu. Un cop a Jerusalem, estudià el Talmud i fou nomenat jutge rabínic. A més de practicar la medicina, tenia bons coneixements de la càbala, filosofia i astronomia.